# تختغاة حسين سلطان (مقاطعة دالاهو)
تختغاة حسين سلطان (بالفارسية: تختگاه حسین سلطان) هي قرية تقع في كرمانشاه في إيران. يقدر عدد سكانها بـ 179 نسمة بحسب إحصاء 2016.